# ليو بومينغ
ليو بومينغ (بالصينية: 劉伯明) (و. 1966 – م) هو رائد فضاء، وطيار، وطيار مقاتل من جمهورية الصين الشعبية . ولد في هيلونغجيانغ .

## ريادة الفضاء
شارك في المهمات الفضائية:
- Shenzhou 7.